# Список диверсий белорусских партизан во время Великой Отечественной войны
Диве́рсия (от лат. diversio — отклонение, отвлечение) — действия диверсионных групп (подразделений) или отдельных лиц в тылу противника для вывода из строя военных, промышленных и других объектов, по нарушению управления войсками, разрушению коммуникаций, узлов и линий связи, уничтожению живой силы и военной техники, воздействию на морально-психологическое состояние противника.
Ниже представлен список диверсий и акций белорусских партизан в период с июня 1941 по июль 1944 года. Особым цветом выделены неудавшиеся попытки.

## 1941 год

### Июль
| Дата    | Цель                                 | Координаты | Партизанский отряд (бригада) | Командир отряда (бригады) | Результат          |
| ------- | ------------------------------------ | ---------- | ---------------------------- | ------------------------- | ------------------ |
| 20 июля | Штаб 121-й пехотной дивизии вермахта |            |                              |                           | Успешное нападение |

## 1942 год

### Январь
| Дата      | Цель                    | Координаты                      | Партизанский отряд (бригада) | Командир отряда (бригады) | Результат           |
| --------- | ----------------------- | ------------------------------- | ---------------------------- | ------------------------- | ------------------- |
| 17 января | Гарнизон в Копаткевичах | 52°18′55″ с. ш. 28°48′33″ в. д. |                              |                           | Освобождение города |

### Март
| Дата     | Цель               | Координаты                      | Партизанский отряд (бригада) | Командир отряда (бригады) | Результат                                    |
| -------- | ------------------ | ------------------------------- | ---------------------------- | ------------------------- | -------------------------------------------- |
| 20 марта | Гарнизон в Кличеве | 53°29′43″ с. ш. 29°19′58″ в. д. |                              |                           | Освобождение города и прилегающей территории |

### Август
| Дата       | Цель                                                      | Координаты | Партизанский отряд (бригада)      | Командир отряда (бригады) | Результат                    |
| ---------- | --------------------------------------------------------- | ---------- | --------------------------------- | ------------------------- | ---------------------------- |
| 4 августа  | Мост через реку Дриссу на железной дороге Двинск — Полоцк |            | Бригада «За Советскую Белоруссию» |                           | Мост был взорван             |
| 20 августа | Засада на Черниговском шоссе                              |            | Отряд «Большевик»                 | И. С. Федосеенко          | Уничтожена колонна автомашин |
| 28 августа | Станция Славное на железной дороге Орша — Борисов         |            | 36-й партизанский отряд           | С. Г. Жинин               | Разгром станции              |

### Сентябрь
| Дата        | Цель                                                 | Координаты | Партизанский отряд (бригада) | Командир отряда (бригады) | Результат                                                             |
| ----------- | ---------------------------------------------------- | ---------- | ---------------------------- | ------------------------- | --------------------------------------------------------------------- |
| 9 сентября  | Мост через реку Начу на железной дороге Минск — Орша |            |                              | С. А. Мазур               | Мост был взорван                                                      |
| 19 сентября | Эшелон на железной дороге Витебск — Смоленск         |            | Диверсионная группа          | П. А. Галецкий            | Пущен под откос эшелон. Убито 1600 офицеров и генерал Отто фон Добшиц |

### Октябрь
| Дата       | Цель                                                         | Координаты | Партизанский отряд (бригада) | Командир отряда (бригады) | Результат                                         |
| ---------- | ------------------------------------------------------------ | ---------- | ---------------------------- | ------------------------- | ------------------------------------------------- |
| 20 октября | Эшелон на перегоне Выдрея — Крынки                           |            | Диверсионная группа          | П. А. Галецкий            | Пущен под откос эшелон с 40 цистернами с топливом |
| 25 октября | Мост через реку Синявку на железной дороге Минск — Осиповичи |            | Отряд «Пламя»                |                           | Мост был взорван                                  |

### Ноябрь
| Дата      | Цель                                                    | Координаты | Партизанский отряд (бригада) | Командир отряда (бригады) | Результат                            |
| --------- | ------------------------------------------------------- | ---------- | ---------------------------- | ------------------------- | ------------------------------------ |
| 3 ноября  | Мост через реку Птичь на железной дороге Брест — Гомель |            |                              |                           | Мост был взорван                     |
| 16 ноября | Эшелон на железной дороге Молодечно — Полоцк            |            | Отряд имени Буденного        |                           | Пущен под откос эшелон из 34 вагонов |

### Декабрь
| Дата       | Цель                | Координаты | Партизанский отряд (бригада) | Командир отряда (бригады) | Результат           |
| ---------- | ------------------- | ---------- | ---------------------------- | ------------------------- | ------------------- |
| 9 декабря  | Мост на реке Бобрик |            |                              |                           | Мост был взорван    |
| 17 декабря | Гарнизон в Бегомле  |            | Бригада «Железняк»           |                           | Неудачная атака     |
| 19 декабря | Гарнизон в Бегомле  |            | Бригада «Железняк»           |                           | Неудачная атака     |
| 20 декабря | Гарнизон в Бегомле  |            | Бригада «Железняк»           |                           | Освобождение города |